# Federica Del Buono
Federica Del Buono (Italia, 12 de diciembre de 1994) es una atleta italiana especializada en la prueba de 1500 m, en la que consiguió ser medallista de bronce europea en pista cubierta en 2015.

## Carrera deportiva
En el Campeonato Europeo de Atletismo en Pista Cubierta de 2015 ganó la medalla de bronce en los 1500 metros, con un tiempo de 4:11.61 segundos, tras la neerlandesa Sifan Hassan y la polaca Angelika Cichocka (plata).